# Louise d'Orléans (1869-1952)
 (septembre 2018).
Si vous disposez d'ouvrages ou d'articles de référence ou si vous connaissez des sites web de qualité traitant du thème abordé ici, merci de compléter l'article en donnant les références utiles à sa vérifiabilité et en les liant à la section « Notes et références ».
Pour les articles homonymes, voir Louise d'Orléans.
Louise Victoire Marie Amélie Sophie d'Orléans, qui porte le titre de courtoisie de princesse d'Orléans, est née le 19 juillet 1869, à Bushy House, Teddington, Middlesex, et morte le 4 février 1952, à Munich. C'est une descendante du roi des Français Louis-Philippe Ier et de la maison royale de Bavière.

## Biographie

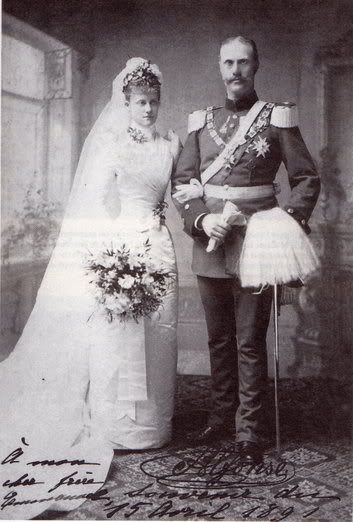
Photo prise lors de son mariage en 1891.

La princesse Louise est la fille de Ferdinand d'Orléans, duc d'Alençon (petit-fils du roi des Français), et de son épouse la duchesse Sophie-Charlotte en Bavière, elle-même sœur de l'impératrice Élisabeth d'Autriche (dite "Sissi") et de la reine Marie-Sophie des Deux-Siciles, l'héroïne de Gaète. 
Elle naît en exil et suit ses parents dans leurs différentes résidences. Son frère cadet Emmanuel, duc de Vendôme, naît en Autriche en 1872. A la chute de l'Empire français, la famille peut s'installer en France, d'abord à Vincennes puis à Paris. 
Louise est une camarade de jeu de sa cousine l'archiduchesse Marie-Valérie d'Autriche, dont elle est restée proche toute sa vie. A la fin des années 1880, la duchesse d'Alençon s'éprend de son médecin. Les amants songent à fuir leur famille. La duchesse est hospitalisée à la clinique du docteur Kraft-Ebbing. Réconciliée avec son mari et sa famille, elle meurt brûlée vive dans l'incendie du Bazar de la Charité à Paris le 4 mai 1897.
Entretemps, le 15 avril 1891, la princesse épouse au château de Nymphenburg son cousin le prince Alphonse de Bavière, fils du prince Adalbert de Bavière et de son épouse l'infante Amélie d'Espagne. Le prince est le frère de Louis-Ferdinand de Bavière, infant d'Espagne et époux de l'infante María de la Paz d'Espagne (fille de la reine Isabelle II), de la princesse Élisabeth, duchesse de Gênes (belle-sœur de la reine d'Italie), et de la princesse Elvire de Bavière, qui, à la fin de la même année 1891 épouse le comte Rodolphe de Wrbna-Kaunitz-Rietberg-Questenberg et Freudental. Leur sœur Claire restera célibataire. Le prince avait été refusé par l'archiduchesse Marie-Valérie. 
De leur union naissent deux enfants :
- Joseph de Bavière (1902-1990), prince royal de Bavière, qui reste célibataire ;

- Élisabeth de Bavière (1913-2005), princesse royale de Bavière, qui épouse en premières noces le comte Franz Josef Kageneck (1915-1941) avec des enfants et puis Ernst Küstner (1920-2008) avec aussi des enfants de lui.

En 1918, la Bavière devient une république. Elle meurt à Munich en 1952.

## Titulature et décorations

### Titulature
- 9 juillet 1869 — 15 avril 1891 : Son Altesse Royale la princesse Louise d'Orléans ;
- 15 avril 1891 — 4 février 1952 : Son Altesse Royale la princesse Alphonse de Bavière.

### Décorations dynastiques étrangères
- Dame d'honneur de l'ordre de Thérèse (royaume de Bavière)[1]
- Dame de première classe de l'ordre de Sainte-Élisabeth (royaume de Bavière)[1]
- Dame de l'ordre de la Reine Marie-Louise (royaume d'Espagne, 1906)[2]
- Dame de l’ordre de la Croix étoilée (maison de Habsbourg-Lorraine)[1]